# 村井博之
村井 博之（むらい ひろゆき、1961年 - ）は、日本の実業家、株式会社バロックジャパンリミテッド代表取締役社長。

## 人物・経歴
1961年、東京都生まれ。立教大学文学部卒業後、中国国立北京師範大学に留学。帰国後、キヤノンに入社し、中国の支店開設などに携わる。日本エアシステム（現・日本航空）香港現地法人代表を経て、2006年10月にフェイクデリックホールディングスの代表取締役会長に就任。2007年にフェイクデリックホールディングスなど3社を合併し、バロックジャパンリミテッドを設立。「マウジー」「スライ」「エンフォルド」など19ブランドを運営している（2020年12月現在）。